# Arenawijk
De Arenawijk of woonwijk Arena is een wijk met sociale woningbouw te Deurne (Antwerpen), ontworpen door de Belgische architecten Renaat Braem en Octave De Koninck.

## Geschiedenis
In 1960 kreeg architect Renaat Braem de opdracht van S.M. Tuinwijk van Deurne om een sociale woonwijk te ontwerpen. Braem had op dat gebied al eerder ervaring opgedaan met sociale woningbouw op het Kiel, bij de Modelwijk in Laken en Sint-Maartensdal in Leuven. Voor het ontwerp van de Arenawijk werkte hij samen met collega-architect en gemeentelijk stedebouwkundige Octave De Koninck. De wijk werd ingepland op het voormalige terrein van het Fort van Deurne, die tot na de Tweede Wereldoorlog een overblijfsel was van de fortengordel van het Versterkt Kamp Antwerpen uit 1852-1854. De Arenawijk bevindt zich in de zone tussen de Muggenberglei, Waterbaan en Herentalsebaan, bij de eerder door Braem ontworpen Arenahal.
Deurne telde in 1921 slechts 15.000 inwoners; in 1960 woonden zo'n 68.000 inwoners in de gemeente, deels als gevolg van het huisvestingsbeleid van de socialistische burgemeester Maurice Dequeecker.
De gebouwen werden aangetast door betonrot en zijn verouderd. Het Arenazwembad werd vanaf augustus 2023 afgebroken. De zuidrand van de arenawijk wordt gerenoveerd en de voormalige sociale woningen zullen op de privémarkt verkocht worden. De gebouwen aan de noordrand van de wijk worden afgebroken en vervangen door nieuwbouwwoningen, een sporthal en een basisschool. De afbraakwerken creëren ook ruimte voor extra groene zones voorzien. De werken zijn gestart in april 2025, volgens de communicatie van AG Vespa zouden de werken klaar zijn in voorjaar 2026. De vrijstaande woontorens, die niet ontworpen zijn door Braem, worden geëvalueerd door een ontwerpteam, maar dato 2025 zijn hier nog geen beslissingen over gevallen.

## Ontwerp
Voor de Arenawijk maakte Renaat Braem een ontwerp dat bestond uit een aantal hogere woontorens (die uiteindelijk niet gerealiseerd werden) en een aantal middelgrote woningblokken. Hij tekende deze in een organisch-brutalistische stijl, die typerend was voor zijn werk uit die periode; Braem probeerde de dwingende normen rond sociale woningbouw te verzoenen met een expressieve vormentaal. 
De uiteindelijk gerealiseerde woonblokken volgen de grillige buitenomtrek van het voormalige fort. Ze bevinden zich aan Dordrechtlaan 17-85, Gabriël Vervoortstraat 27-109 en Pastoor Holthofplein 2-8.
In 1976 krijgt Lode Wouters, een oud-medewerker van Braem, samen met de architecten Fons Mostien en Boud Rombouts, in 1976 opdracht de Arenawijk te voltooien met nog eens 190 woningen. Het plan voor de tien lage en middelhoge woonblokken, in drie clusters verspreid ingeplant over het terrein, leidt tot ongenoegen bij Braem en in 1979 tot luidruchtig protest van de milieubeweging en de actiegroep ‘Red de Arenaweide’. Ze gaan in augustus zelfs over tot de bezetting van het park, en spannen in november een kort geding aan tegen de bouwaanvraag. Als alternatief programma stellen zij een hondenweide, een bouwspeelplein, een speelheuvel en een kleuterspeelplein voor, naast collectieve wijkinfrastructuur als een OCMW-dienstencentrum, een bibliotheek, een bejaardenlokaal, een schuilloods, een buurthuis en een politiepost. Het kan niet beletten dat het nieuwbouwcomplex tussen 1980 en 1982 wordt opgetrokken. De zogenaamde 'torentjes' zijn gebouwd in een verfijnde, expressieve brutalistische stijl.
De Arenawijk is (medio 2025) niet beschermd, maar wel vastgesteld als bouwkundig erfgoed in Vlaanderen. De gemeente Antwerpen beschrijft de erfgoedwaarde van de gebouwen aan de noordrand van de wijk als "zeer beperkt."

## Trivia
- Voor de futuristische televisieserie Arcadia werden opnames gemaakt in de Arenawijk.